# I. e. 108
Évszázadok: i. e. 3. század – i. e. 2. század – i. e. 1. század
Évtizedek: i. e. 150-es évek – i. e. 140-es évek – i. e. 130-as évek – i. e. 120-as évek – i. e. 110-es évek – i. e. 100-as évek – i. e. 90-es évek – i. e. 80-as évek – i. e. 70-es évek – i. e. 60-as évek – i. e. 50-es évek
Évek: i. e. 113 – i. e. 112 – i. e. 111 – i. e. 110 –  i. e. 109 – i. e. 108 – i. e. 107 – i. e. 106 – i. e. 105 – i. e. 104 – i. e. 103

## Események

### Róma
- Servius Sulpicius Galbát és Quintus Hortensiust választják consulnak; az utóbbit még hivatalba lépése előtt bíróság elé állítják, feltehetően választási csalás miatt. Helyét Marcus Aurelius Scaurus veszi át.

### Hellenisztikus birodalmak
- VI. Mithridatész pontoszi és III. Nikomédész bithüniai király felosztja egymás között Paphlagoniát és Galatiát.
- Ióannész Hürkanosz júdeai király ostrom alá veszi Szamáriát, amely IX. Antiokhosz szeleukida királytól kér segítséget. A júdeaiak Szküthopolisznál megfutamítják Antiokhosz csapatait, majd amikor azok egyiptomi erősítéssel visszatérnek, továbbra is feltartják őket. Ióannész Hürkanosz végül elfoglalja Szamáriát és a földig rombolja a várost. Ez, és a Garizim-hegyi templom lerombolása végleges szakítást jelent a zsidók és a szamaritánusok között.

### Kína
- Vu császár megszállja és annektálja az észak-koreai Üman Csoszon királyságot; területét négy körzetre osztja.
- A császár hadvezére, Csao Po-nu északkeleten a Tarim-medencében legyőzi és meghódoltatja a Loulan Királyságot.

## Születések
- Lucius Sergius Catilina, római politikus

## Fordítás
- Ez a szócikk részben vagy egészben  a(z)   108 av. J.-C. című francia Wikipédia-szócikk ezen változatának fordításán alapul.  Az eredeti cikk szerkesztőit annak laptörténete sorolja fel. Ez a jelzés csupán a megfogalmazás eredetét és a szerzői jogokat jelzi, nem szolgál a cikkben szereplő információk forrásmegjelöléseként.